# Schlossmühle (Heidesheim)

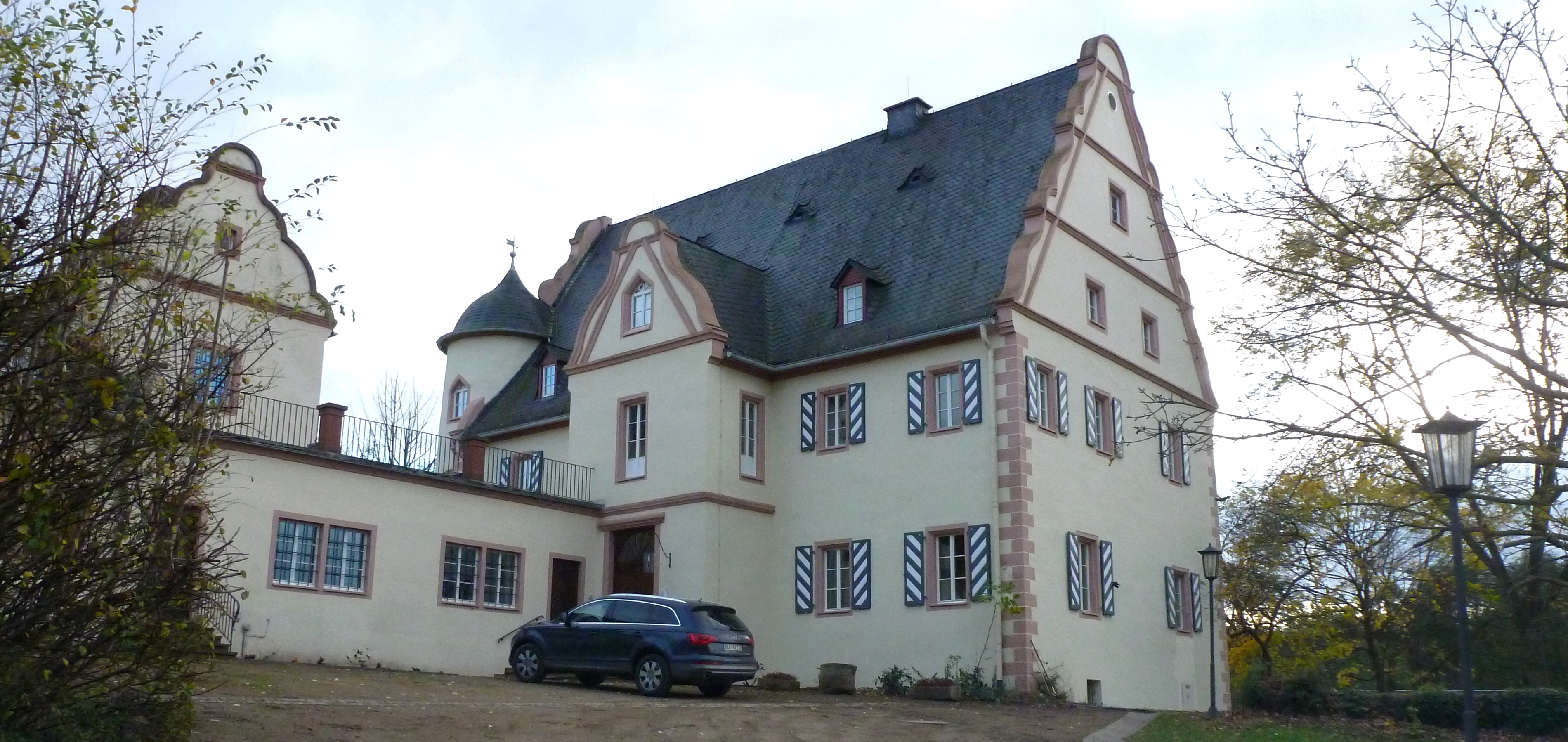
Heidesheim Schlossmühle

Die Schlossmühle in Heidesheim am Rhein, einem Ortsteil von Ingelheim am Rhein, ist ein denkmalgeschütztes, eingefriedetes herrschaftliches Anwesen aus dem 13. Jahrhundert, am südwestlichen Ortsrand gelegen (Grabenstraße 44/46). Zum Grundstück gehört ein Mühlengraben, der in einen Wildgraben genannten Zufluss des Rheins mündet. Die im Hauptgebäude befindliche Mühle wurde in den 1920er Jahren zu Wohnräumen umgebaut.

## Geschichte

### Mittelalter bis Neuzeit
Die Schlossmühle liegt am südwestlichen Ortsrand von Heidesheim, am Fuß der Flur Sommerau. Dort besaß Ritter Werner von Winterau Land, das er in seinem Testament vom 16. August 1317 seinen Söhnen hinterließ. Ernst Krebs hat vermutet, dass auf dem Gelände der Schlossmühle ein Hof stand, von dem aus bereits sein Vorfahr Herdegen II. das Land bewirtschaftete. Dass dieser 1209 von dort in die Burg Windeck zog, stimmt nicht.
Am 27. Oktober 1577 verkaufte Hans Georg von Bicken († 1608) das Areal der Schlossmühle an Heinrich von Stockheim († 1588). Hans Georg von Bicken, aus dem Geschlecht derer von Bicken, war Kurfürstlich Mainzer Vitztum im Rheingau und Vogt des Mainzer Klosters Altmünster in Heidesheim; Heinrich von Stockheim war Domsänger zu Mainz, Propst des dortigen Stifts St. Alban und Kurfürstlicher Amtmann in Heidesheim.
In der Folge ließ Heinrich von Stockheim an Stelle eines einfachen Mühlengebäudes den bis heute erhaltenen Renaissancebau und den angrenzenden Kapellenturm errichten. Sie dienten ihm als Amtssitz und Wohnung. Zugleich beherbergte das Hauptgebäude eine Mühle, die mit umliegenden Scheunen und Stallungen den wirtschaftlichen Mittelpunkt ausgedehnter Ländereien und reicher Einkünfte bildete, die Heinrich von Stockheim ab 1565 in Heidesheim erwarb. In der Beschreibung der Pfarrgemeinde aus den Jahren zwischen 1667 und 1677 bei Johann Sebastian Severus heißt es über die Schlossmühle: Im übrigen wird eine bedeutende Mühle gerühmt – mit einem großen Haus, Scheunen und Ställen, Gärten und anderem Zubehör. Sie wurde 1577 von einem Angehörigen der Familie Stockheim errichtet, der Domkantor in Mainz und Amtmann des Dorfes war.
Die Schlossmühle blieb im Besitz der Erben Heinrich von Stockheims, bis Kurt von Lützow und sein Sohn Ernst Christoph am 28. September 1677 das Stockheimische Wohnhaus samt Zubehör, Besitz und Einkünften in Heidesheim, Framersheim, Gau-Bickelheim und Selzen (bei Alzey) an den Mainzer Kurfürsten Damian Hartard von der Leyen († 1678) und seine Erben verkauften. Danach befand sich das Anwesen über 100 Jahre lang im Eigentum der Herren, ab 1711 Grafen von der Leyen, die ihren ausgedehnten Streubesitz an Mosel und Rhein zunächst von Koblenz und ab 1773 von Blieskastel (Saarpfalz-Kreis) aus verwalteten und die Schlossmühle in Erbpacht vergaben. Aufschlüsse über die Zeit von 1677 bis 1793 versprechen die Bestände des Archivs der (ab 1806) Fürsten von der Leyen, die 1995 in das rheinland-pfälzische Landeshauptarchiv Koblenz gelangten und bisher nur zum Teil erschlossen sind.

### 19. Jahrhundert
Vom Ende des 18. bis in die zweite Hälfte des 19. Jahrhunderts wirft die Besitzgeschichte der Heidesheimer Schlossmühle mehr Fragen auf, als sie beantwortet: Am 21. Oktober 1793 besetzten französische Revolutionstruppen Kurmainz; am 4. November 1797 annektierte Frankreich das linke Rheinufer; am 9. Februar 1801 trat das Deutsche Reich das Gebiet im Frieden von Lunéville an Frankreich ab. Der Besitz von Adel und Kirche wurde zu Gunsten des französischen Staates eingezogen und öffentlich versteigert. Falls die Schlossmühle diesem Schicksal entging, wurde sie am 25. Juni 1804 von Napoleon dem Grafen Philipp Franz von der Leyen († 1829) zurückerstattet und von diesem in der Folge verkauft – spätestens vor 1820, als sich der Fürst von seinen letzten Besitzungen am mittleren Rhein trennte, um wenige Jahre später Schloss Waal (Kreis Ostallgäu) zu erwerben.
Dürfte das Archiv der Fürsten von der Leyen (siehe oben) auch für die Wirren der Französischen Revolution und für die Zeit Napoleons nähere Auskünfte bereithalten, so sind für die Jahrzehnte danach zur Schlossmühle keine Nachrichten in Sicht. Zwar bietet der Heidesheimer Katasterpläne aus den Jahren 1812 und 1841/1843 einen maßstabgetreuen Aufriss des Anwesens, einen Besitzer verzeichnen sie nicht. Das Grundbuch der Gemeinde hält unter dem 26. Juli 1865 fest, dass der Gutsbesitzer August Krebs († 1905?) und seine Ehefrau Elisabeth, geborene Schmahl, die Schlossmühle durch Tausch erwarben – von wem, verschweigt es.
Karl Sturm berichtet, dass Klara Fauerbach um 1970 eine notarielle Beurkundung besaß, der zufolge ihr Großvater August Krebs das Schloßmühlenanwesen am 4. Februar 1870 von Franz Hembes, Bürgermeister und Gutsbesitzer in Ober-Olm, für 22.000 Gulden kaufte, der es vorher von dem Müller Michael Hembes für 20.000 Gulden erworben hatte. Nach Mitteilung von Frau Fauerbach waren ihre Großeltern dann im Besitz des Anwesens bis 1905… Nachdem die Daten von Kauf und Verkauf und die Umstände des Kaufs den amtlichen Angaben des Grundbuchs widersprechen, wird man der gesamten Nachricht mit Zurückhaltung begegnen.
August Krebs betrieb auf dem Gelände neben Landwirtschaft drei Mühlen: eine Schneid- bzw. Holzmühle, die wahrscheinlich in der im Südwesten unmittelbar an das Areal grenzenden Praumenmühle untergebracht war; eine Mahl- oder Getreidemühle, die zweifellos das Hauptgebäude beherbergte; und eine Ölschlägerei bzw. Ölmühle, die vielleicht in dem kleinen Bruchsteinbau zu suchen ist, der sich im Norden an die westliche Umfassungsmauer des Anwesens lehnt und aus der Zeit vor 1841/1843 stammt. Als mit dem Ausbau der Dampfmühle J. Schmitt in Mainz-Mombach in den ersten Jahren des 20. Jahrhunderts die traditionellen Wassermühlen der Gegend nach und nach unrentabel wurden, schlossen auch die Mühlen des August Krebs. Wahrscheinlich wurde der Betrieb bei seinem Tod eingestellt.
Am 17. Juni 1918 verkauften die Erben von August Krebs die Schlossmühle für 48.000,00 Papiermark bzw. 38.400,00 Goldmark an den Wiesbadener Ingenieur Michael Schön und dessen Ehefrau Maria Susanna. Die verkauften das Anwesen nur ein Jahr später, am 25. Juni 1919, für 62.500,00 Papiermark oder 19.437,50 Goldmark an den Wiesbadener Maler- und Tünchermeister Karl Schmidt und seine Ehefrau Luise, die das ziemlich marode Gebäude mit einem neuen Anstrich versahen und es wiederum ein knappes Jahr später – am 7. Mai 1920 – für 180.000,00 Papiermark bzw. 15.822,00 Goldmark an den Wiesbadener Hofapotheker Max Holländer veräußerten.

### Anfang 20. Jahrhundert
In den Jahren nach 1920 renovierten Max Holländer und seine Frau Johanna die Schlossmühle grundlegend. 1934 berichtete Nikolaus Haupt im Nachrichtenblatt der Gemeinde über die Renovierung: „Sie wurde ausgeführt von den gewaltigen Kellergewölben mit den stellenweise über zwei Meter starken Fundamenten bis zum Dachboden und es wurde in durchgreifender Weise gearbeitet. Von dem dreibödigen Speicher wurde der untere Boden noch zu Wohnräumen ausgebaut. Die bedeutenden Arbeiten wurden fast ganz von Heidesheimer Geschäftsleuten ausgeführt. In der Hauptsache handelt es sich um kunstvolle Wand- und Deckenverkleidungen, welche dem Charakter des Gebäudes entsprechend hergestellt sind und schon viele Beachtung und Anerkennung von Fachleuten gefunden haben. Die Arbeiten sind ein ehrendes Zeugnis für Können und Leistung des ehemaligen Kunstgewerbeschülers und jetzigen Schreinermeisters Peter Schlitz dahier.
Im linken Seitenflügel neben dem Eingang des Hauptgebäudes befindet sich die frühere Schloßkapelle, ein rechteckiger Raum mit zwei zierlichen Kreuzgewölben, in der Mitte auf einer Säule ruhend. Auch diese beabsichtigt der Besitzer im Sinne ihrer früheren Zweckbestimmung herstellen zu lassen. Das Anwesen stellt so in seiner Gesamtheit durch die Renovation und pflegliche Behandlung ein bedeutendes Wertstück innerhalb der Gemeinde Heidesheim dar.“
Max Holländer annoncierte das Anwesen 1938 wie folgt: „Sofort verkäufliche Schloßbesitzung am Rhein, Nähe Mainz! Renaissance-Bau unter Naturschutz! Liebhaberobjekt! Seltenheitswert! Das Besitztum, etwa 5 Wegminuten von der Bahnstation – Strecke Basel–Holland, Frankfurt–Paris – entfernt, bildet ein abgeschlossenes Ganzes in einem Plan, vollkommen eingefriedet, und umfasst über 11.000 m² Hofraum, bebaute Fläche, Obst- und Gemüsegarten (Edelobst, Mandelbäume, Edelkastanien), 2 Treibhäuser, die von der Heizung des Hauses versorgt werden. Das Anwesen wird von eigener Quelle durchflossen, so dass der Garten mit eigenem Wasser bewässert wird. Die Quelle kann außerdem zur elektrischen Krafterzeugung ausgenützt werden.
Das Schloß, ein Renaissance-Bau aus der Zeit um 1160, in verputztem Bruchstein mit gequaderten Ecken, steilem Schieferdach und hohen Renaissance-Giebeln, enthält folgendes: Im Kellergeschoß: gewölbte Vorratskeller, Weinkeller, Heizungskeller mit Kokskeller (Warmwasserheizung); im Erdgeschoß: Diele, Empfangszimmer, 4 geräumige Zimmer, 2 Mädchenzimmer, anschließend Bad für Hausangestellte, W.C.; im I. Stock: 4 geräumige Wohnzimmer, 2 Küchenräume, 1 Plättstube, W.C.; im II. Stock: 5 geräumige Wohn- und Schlafzimmer, Bad, W.C.; im Dachgeschoß: Bodenraum (Gebälk aus schwerem Eichenholz); 1 Nebengebäude enthält: Waschküche, Gärtnerwohnung, Lagerboden; 1 Stallgebäude enthält: Stall (für Pferde und Rindvieh, Schweine), Garage, Heuboden; 1 weiteres Nebengebäude enthält: Hühnerstall, Geräteraum. – Elektrische Beleuchtung, Gas, Kanalisation, Bad, in den Zimmern fließend Warm- und Kaltwasser, Heizung, Telefon, Radio vorhanden.
Von hohem künstlerischen und historischen Wert ist die geschmackvolle und dem Baustil des Schlosses angepasste Innenausstattung der einzelnen Räume mit Wand- und Deckenverkleidungen aus Holz, teilweiser Samtbespannung der Zimmerwände sowie die stilechte und der Eigenart des Hauses angepasste Möblierung der einzelnen Zimmer. Mit viel künstlerischem Geschmack und feinstem Stilgefühl hat der Besitzer das Anwesen ausgestattet. Wunderbare Meister-Gemälde, viel echte Teppiche und anderes mehr vervollständigen das Gesamtbild dieser Besitzung, deren Einzigartigkeit und kulturhistorischer Wert gekennzeichnet ist durch die Tatsache, dass das Schloss unter Naturschutz gestellt wurde...“
Max Holländer ließ auf eigene Kosten die Grabenstraße pflastern, auf der ihn sein Chauffeur jeden Morgen nach Wiesbaden und am Abend zurückfuhr.

### Zweiter Weltkrieg und Nachkriegszeit
Am 11. November 1938 erschien im Nachrichtenblatt der Gemeinden Gau-Algesheim, Heidesheim und Wackernheim ein Artikel unter der Überschrift Ein altes historisches Bauwerk im Besitz der Gemeinde Heidesheim:
Die Schloßmühle – das älteste Bauwerk in Heidesheim – ist am 10. November als Schenkung in den Besitz der Gemeinde Heidesheim übergegangen. Gestern, 12.45 Uhr, hat der seitherige Besitzer, Max Holländer, das Gebäude durch einen vorläufigen Vertrag – aus freien Stücken und von keiner Seite beeinflusst – der Gemeinde übereignet. Um 2 Uhr wurde bereits die notarielle Urkunde ausgefertigt. Und so ist der lang gehegte Wunsch, dass das alte historische Bauwerk einmal in den Besitz der Gemeinde übergehen solle, Wirklichkeit geworden. Holländer trug sich schon lange Zeit mit dem Gedanken, das Gebäude der Gemeinde Heidesheim zur Verfügung zu stellen.
1940 wurden die Eigentumsverhältnisse geklärt, als die Gemeinde Heidesheim 3.930,00 Reichsmark auf ein Sperrkonto des Auswanderers Max Holländer einzahlte und so die angebliche Schenkung in einen Kauf umwandelte. Doch da hatte die Gemeinde die Schlossmühle längst zu Wohnzwecken an die Militärbehörde in Mainz vermietet. Es folgten ausgebombte Mainzer Familien und Flüchtlinge.
Nach dem Ende des Zweiten Weltkriegs reichte Johanna Holländer am 20. Mai 1949 von New York aus Klage auf Wiedergutmachung ein. Im Falle der Schlossmühle forderte sie Rückgabe und Entschädigung in Höhe von 100.000,00 DM. Als die 5. Zivilkammer des Landgerichts Mainz ihr am 22. Juli 1954 die Schlossmühle und eine Entschädigung von 49.400,00 DM nebst 4 Prozent Zinsen seit dem 20. Mai 1949 zusprach, ging sie in die Berufung.
Die Angelegenheit mündete in einen Vergleich, der nach einer Reihe von Sachverständigengutachten und verschiedenen Lokalterminen am 19. November 1956 auf Vorschlag des Präsidenten vor dem 3. Zivilsenat des Oberlandesgerichts Koblenz geschlossen wurde. Johanna Holländer erhielt die Schlossmühle zurück samt der geforderten Entschädigung von 100.000,00 DM nebst 4 Prozent Zinsen ab dem 20. Mai 1949. Zusammen mit den Kosten des Rechtsstreits hatte die Gemeinde Heidesheim rund 150.000,00 DM zu tragen.

### Seit 1956
Am 26. April 1957 leistete Bürgermeister Joseph Dillmann im Nachrichtenblatt der Gemeinde den Offenbarungseid: Nach Vortrag des Rechtsvertreters der Gemeinde vor dem Gemeinderat hat dieser dem Vergleich nach reiflicher Überlegung und schweren Herzens zugestimmt. Es konnte aber bei der rechtlich schwachen Stellung der Gemeinde nicht mehr verantwortet werden, den Rechtsstreit, der nun 7 Jahre anhängig war, noch weiterzutreiben. Die Entschädigungssumme ist nur Ersatz für von der Gemeinde zu verantwortende Schäden; die Schlossmühle bleibt Eigentum der Klägerin. Die Entschädigung umfasst die Abgeltung der Schäden an Gebäuden, gärtnerischen Anlagen und für entgangene Nutzung.
Durch diese finanzielle Belastung wird die Haushaltswirtschaft der Gemeinde vor schwere Aufgaben gestellt. Trotzdem müssen die für die Fortentwicklung der Gemeinde notwendigen Aufgaben weitergeführt werden. Der Entschädigungsbetrag kann nur durch die Aufnahme eines kurzfristigen Kommunalkredits abgedeckt werden. Tilgung und Verzinsung müssen aus dem ordentlichen Haushalt bestritten werden. Eine Anhebung der Grund- und Gewerbesteuer auf die Landesdurchschnittssätze von 200 Prozent bzw. 300 Prozent wird daher nicht zu umgehen sein.
Vielleicht werden die Mitverantwortlichen erkennen, an welchem Unrecht sie sich – vielleicht unbewusst – mitschuldig gemacht und dass sie der Gemeinde einen unermesslichen Schaden zugefügt haben. Es ist unnötig, etwas beschönigen zu wollen. Es war ein Verbrechen und die ganze Gemeinde hat die Folgen zu tragen. Leider kann der Hauptverantwortliche zum Schadenersatz nicht herangezogen werden, da er nichts besitzt.
Die Holzvertäfelungen waren in den Jahren der Not nach dem Zweiten Weltkrieg zu Brennholz, die Samtbespannungen der Wände zu Kinderkleidern verarbeitet worden. Ansonsten gab Johanna Holländer sich mit den Einkünften aus den laufenden Mieten zufrieden, die das Anwesen abwarf.
Johanna Holländer ist 1965 in Wiesbaden verstorben. Am 29. Januar 1969 wurde die Schlossmühle im Grundbuch der Gemeinde Heidesheim auf ihre Erben eingetragen: je zur Hälfte auf den Landesverband der Jüdischen Gemeinde in Hessen und auf den Irgun Olej Merkas Europa in Tel Aviv. Die verkaufte das Anwesen am 11. März 1970 an den Heidesheimer Bauunternehmer Theodor Kiese. Nur zwei Wochen später reichte er es an das Ingelheimer Pharmaunternehmen C. H. Boehringer Sohn weiter.
C. H. Boehringer Sohn ließ das völlig heruntergekommene Anwesen als repräsentativen Wohnsitz für ein Mitglied der Unternehmensleitung von Grund auf sanieren. Als die Arbeiten weit fortgeschritten waren, brannten Haupt- und Nebengebäude am 1. September 1971 bis auf die Grund- und Außenmauern ab. Die Schuldfrage blieb ungeklärt. Unter strengen Auflagen der Denkmalbehörde baute C. H. Boehringer Sohn die Schlossmühle wieder auf. In den Jahren 1976 bis 2000 nutzte man das Hauptgebäude für Vorträge und Seminare. Seit 2000 ist in ihm die Geschäftsstelle der Stiftungen von Unternehmensverband und Gesellschaftern untergebracht: Boehringer Ingelheim Fonds. Stiftung für medizinische Grundlagenforschung; Boehringer Ingelheim Stiftung; und Geschwister Boehringer Ingelheim Stiftung für Geisteswissenschaften.
Seit dem Jahr 2013 fungiert die Schlossmühle als Wohnhaus für Jefferson Graf von Pfeil und Alexandra Prinzessin zu Sayn-Wittgenstein-Berleburg sowie deren Kinder.
Im Jahr 2018 wurde die Schlossmühle weiter veräußert. Das Anwesen dient weiterhin als privates Wohnhaus.